# Bourgtheroulde-Infreville
Bourgtheroulde-Infreville je naselje in občina v severnem francoskem departmaju Eure regije Zgornje Normandije. Naselje je leta 2008 imelo 2.915 prebivalcev.

## Geografija
Kraj leži v pokrajini Normandiji 26 km jugozahodno od Rouena.

## Uprava
Bourgtheroulde-Infreville je sedež istoimenskega kantona, v katerega so poleg njegove vključene še občine Berville-en-Roumois, Boissey-le-Châtel, Bosc-Bénard-Commin, Bosc-Bénard-Crescy, Bosc-Renoult-en-Roumois, Le Bosc-Roger-en-Roumois, Bosguérard-de-Marcouville, Bosnormand, Épreville-en-Roumois, Flancourt-Catelon, Saint-Denis-des-Monts, Saint-Léger-du-Gennetey, Saint-Ouen-du-Tilleul, Saint-Philbert-sur-Boissey, Theillement, Thuit-Hébert in Voiscreville z 12.129 prebivalci.
Kanton Bourgtheroulde-Infreville je sestavni del okrožja Bernay.

## Zanimivosti
- cerkev sv. Lovrenca, Bourgtheroulde, iz 14. do 16. stoletja,
- cerkev sv. Audoena, Infreville, iz 16. do 19. stoletja.